# امامزاده محمد بردون
امامزاده محمد بردون مربوط به سدهٔ ۹ ه.ق است و در شهرستان نور، بخش بلده، روستای بردون واقع شده و این اثر در تاریخ ۱۰ بهمن ۱۳۸۳ با شمارهٔ ثبت ۱۱۳۴۳ به‌عنوان یکی از آثار ملی ایران به ثبت رسیده است.